# Gumersindo Mendoza
Gumersindo Encinas Mendoza (né entre 1829 et 1834 à Aculco, mort en 1896 à Mexico), pharmacien de formation, fut directeur du musée national mexicain de 1876 à 1883.
Il est également l’un des fondateurs de la Société mexicaine de pharmacie (Sociedad Farmacéutica Mexicana) et de la Société mexicaine d’histoire naturelle (1868, Sociedad Mexicana de Historia Natural).
Il nait dans une famille modeste de langue otomi et de ce fait son parcours scolaire sera difficile. Après une éducation commencée à dix ans auprès du curé de sa paroisse, il se retrouve dans la région de Huasteca où son intelligence attire l’attention du docteur Medina. Ce dernier obtient pour lui du gouverneur de Toluca une bourse afin qu’il poursuive ses études dans cette ville. Il se montre particulièrement brillant en sciences naturelles. Il se rend à Mexico et obtient finalement son diplôme de pharmacien.
Il enseigne à l’Institut de Toluca et à l’École nationale de médecine et d’agriculture. Ce n’est qu’après avoir été nommé directeur du Musée national qu’il se tourne vers l’archéologie. 
En 1882, lors d’une expédition de recherche à Coatlinchán, Gumersindo Mendoza, le botaniste Jesús Sánchez et le zoologue et peintre José María Velasco découvrent l’effigie monolithique qui sera identifiée comme celle de Tláloc, visible aujourd’hui devant le musée. Mendoza crée la galerie des monolithes du musée. Avec Jesús Sánchez, il compile le premier catalogue des collections historiques et archéologiques. Collaborateur de José Fernando Ramírez qui avait découvert le manuscrit de Diego Durán  Histoire des Indes de Nouvelle Espagne et des Îles de la Terre Ferme dans les archives du musée, il en publie après la mort de ce dernier la seconde partie. 
Il a rédigé de nombreux ouvrages et articles sur la pharmacie, la botanique et l’archéologie, et même la linguistique avec Dissertation sur l’otomi (1872) et Étude comparative du sanscrit et du náhuatl (1878).
Sa santé décline fortement en 1883. Il garde officiellement le titre de directeur du Musée national, mais la direction effective en est confiée à Jesús Sánchez. Il meurt à Mexico en 1886.